# ديبورا أكسيلرود
ديبورا م. أكسيلرود (بالإنجليزية: Deborah M. Axelrod)‏ وهي جراحة أمريكية متخصصة في سرطان الثدي وكانت متميزة في ذلك المجال. وقد ظهرت بشكل متكرر في البرامج التلفزيونية فضلا عن البرامج الإخبارية مثل سي بي إس نيوز. تم استدعائها عندما تم تشخيص زوجة المرشح الرئاسي جون إدواردز، إليزابيث إدواردز، بسرطان الثدي. شغلت ديبورا منصب المدير الطبي لوحدة خدمات الثدي السريرية في جامعة نيويورك. وقد نشرت العديد من الدراسات حول هذا الموضوع. كما شاركت في تأليف "Bosom Buddies"، دليل للنساء المصابات بسرطان الثدي.
وهي عضوة في مجلس إدارة مجموعة المساعدة الذاتية للنساء المصابات بسرطان الثدي وسرطان المبيض في مدينة نيويورك، ومؤسسة سوزان ج. كومين وشركة نيو جيرسي الشمالية. كما أنها عضوة نشطة في NABCO (التحالف الوطني لسرطان الثدي). وقد تم تعيينها في مجلس الموارد الطبية لنادي جيلدا في مدينة نيويورك، وهو مجتمع يقوم بدعم الأشخاص المصابين بالسرطان وعائلاتهم.
وقد نُقلت آراء أكسلرود عن سرطان الثدي وكيفية العلاج الكيميائي قبل الجراحة والقضايا المتعلقة بسرطان الثدي من حيث التوليد وأمراض النساء للنساء الأصغر سنا.
أكسيلرود متفائلة بشأن معدلات البقاء على قيد الحياة على المدى الطويل للنساء المصابات بسرطان الثدي، وعلقت في سي بي إس نيوز في عام 2010 أن السرطان أصبح مجرد مرضاً مزمناً وليس مرضاً مميتا.

## الجوائز والتكريمات
- 2010 جائزة جمعية "أمريكان كانسر"
- 2006 جائزة البوصلة من تبادل القيادات النسائية
- 2003 نادي جيلدا السنوي
- 2001 جائزة الروح الإبداعية من المركز الإبداعي للنساء المصابات بالسرطان

## وصلات خارجية
- Breast doctor organization